# Villa Pisani (Montagnana)
Pour les articles homonymes, voir Pisani et Villa Pisani.
La villa Pisani est une maison patricienne de Montagnana (Vénétie) commandée par le cardinal Francesco Pisani et bâtie sur un projet établi en 1552 par André Palladio.
Elle a été inscrite sur la liste du patrimoine mondial de l'UNESCO avec vingt-trois autres villas palladiennes de Vénétie.

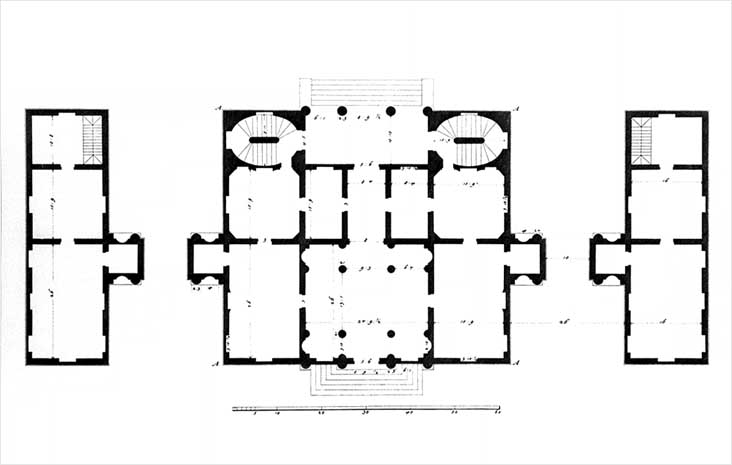
Plan (Ottavio Bertotti Scamozzi, 1778).

Les Pisani étaient une puissante et influente famille patricienne de la république de Venise, et François Pisani fut un mécène ami des peintres Paul Véronèse et Giambattista Maganza, du sculpteur Alessandro Vittoria et de Palladio lui-même, ces deux derniers ayant participé à la construction et à la décoration de la villa de Montagnana. Le chantier s'est très probablement étalé de septembre 1553 à 1555, y compris la décoration intérieure.
L'édifice est aussi bien un palais urbain qu'une résidence suburbaine, et un exemple intéressant de la type stylistique de Palladio.

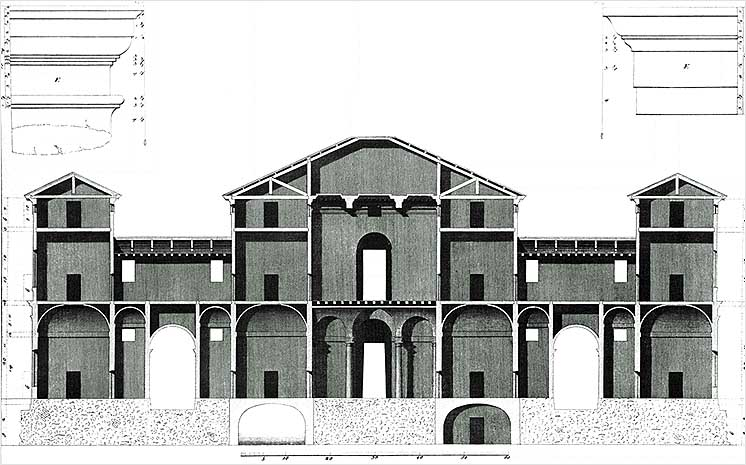
Section longitudinale (Ottavio Bertotti Scamozzi, 1778).

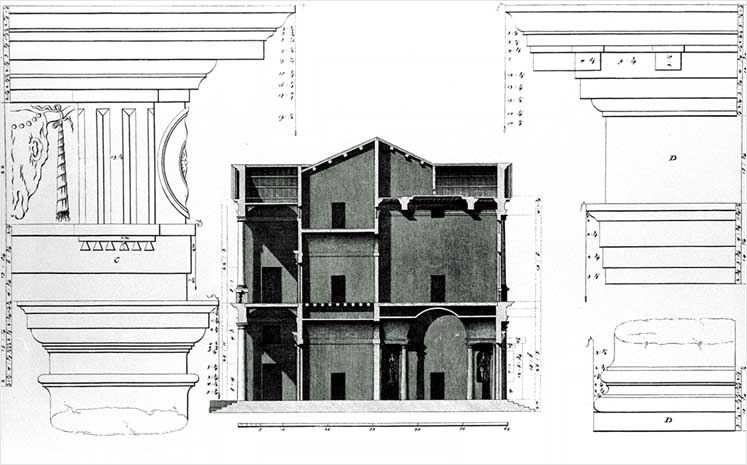
Section transversale (Ottavio Bertotti Scamozzi, 1778).

Dénué de partie dédiée à des fonctions agricoles, d'une beauté abstraite contenue dans un volume à peu près cubique, la villa Pisani reflète bien le goût sophistiqué de son propriétaire. Pour la première fois dans une villa, deux ordres de colonnes engagées sont superposés et surmontés d'un fronton, solution déjà adoptée pour le palais Chiericati. Le bâtiment est ceint d'une élégante frise dorique, qui sépare le rez-de-chaussée du premier étage. Le relief donné au portique et à la loggia supérieure anime la façade sur le jardin.
Le matériau utilisé est la brique, même pour les colonnes.
Bien qu'il n'existe plus de plan autographe de Palladio relatif à la villa, il est possible d'affirmer que la planche contenant la description de la maison dans les Quatre livres de l'architecture (1570) est le fruit d'un développement a posteriori du projet réalisé. Cas rare dans la production palladienne, la villa est à deux étages, le supérieur pour les appartements privés, l'inférieur pour les salles où se traitaient les affaires et étaient reçus les fermiers, pas uniquement utilisées durant la belle saison comme le prouvent les nombreuses cheminées. Les deux niveaux présentent la même disposition des espaces internes. Par contre, les couvertures sont différentes, les salles du rez-de-chaussée étant voûtées, comme l'extraordinaire salle à colonnes engagées, qui unit le salon à l'entrée, de toute évidence la pièce la plus importante de la villa avec ses sculptures des Quatre saisons dues à Alessandro Vittoria, peu après qu'il eut participé à la décoration du palladien palais Thiene. Les raccords verticaux sont assurés par les escaliers en colimaçon ovales disposés symétriquement de chaque côté de la loggia donnant sur le jardin.

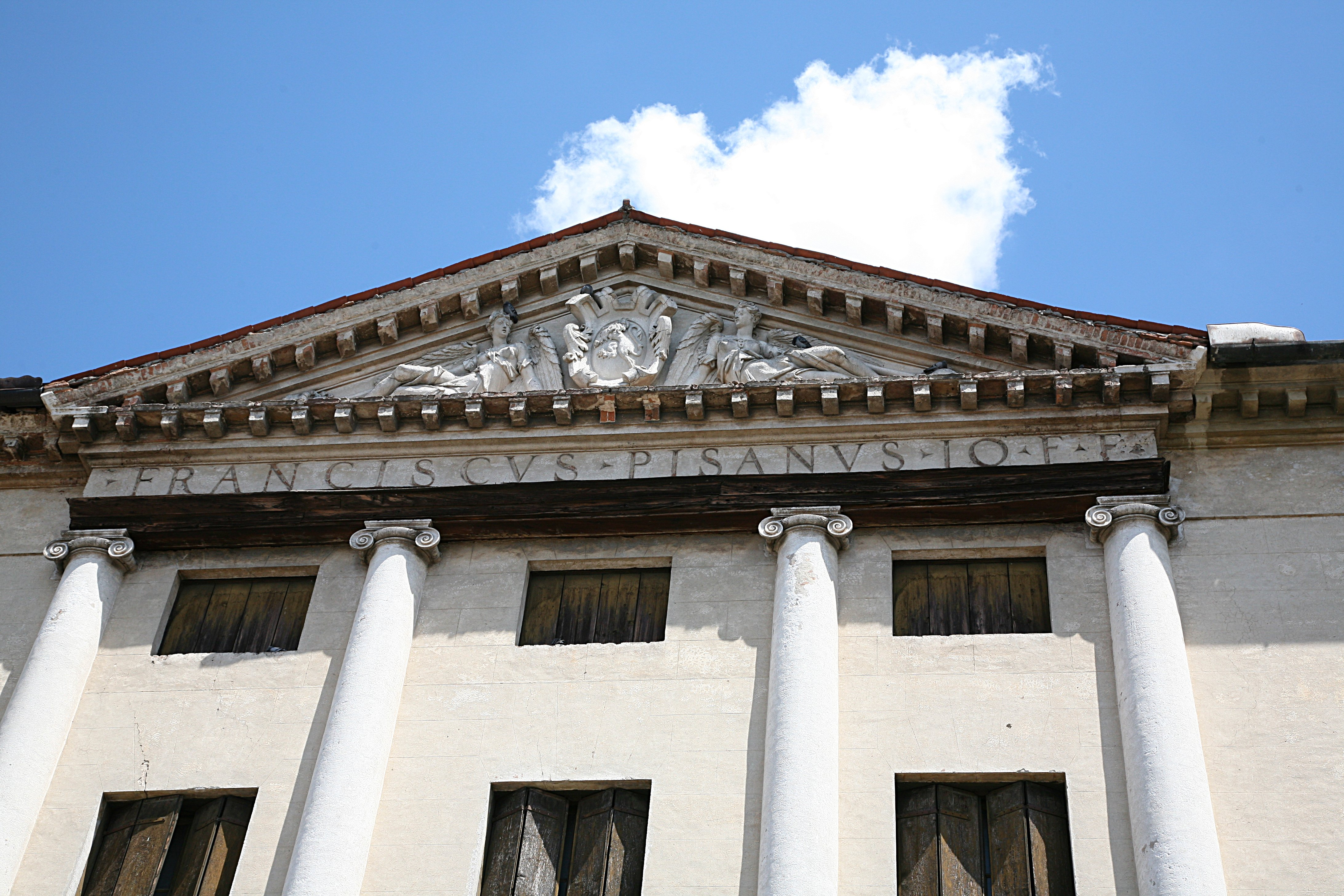
Les colonnes engagées et le fronton de la façade principale.
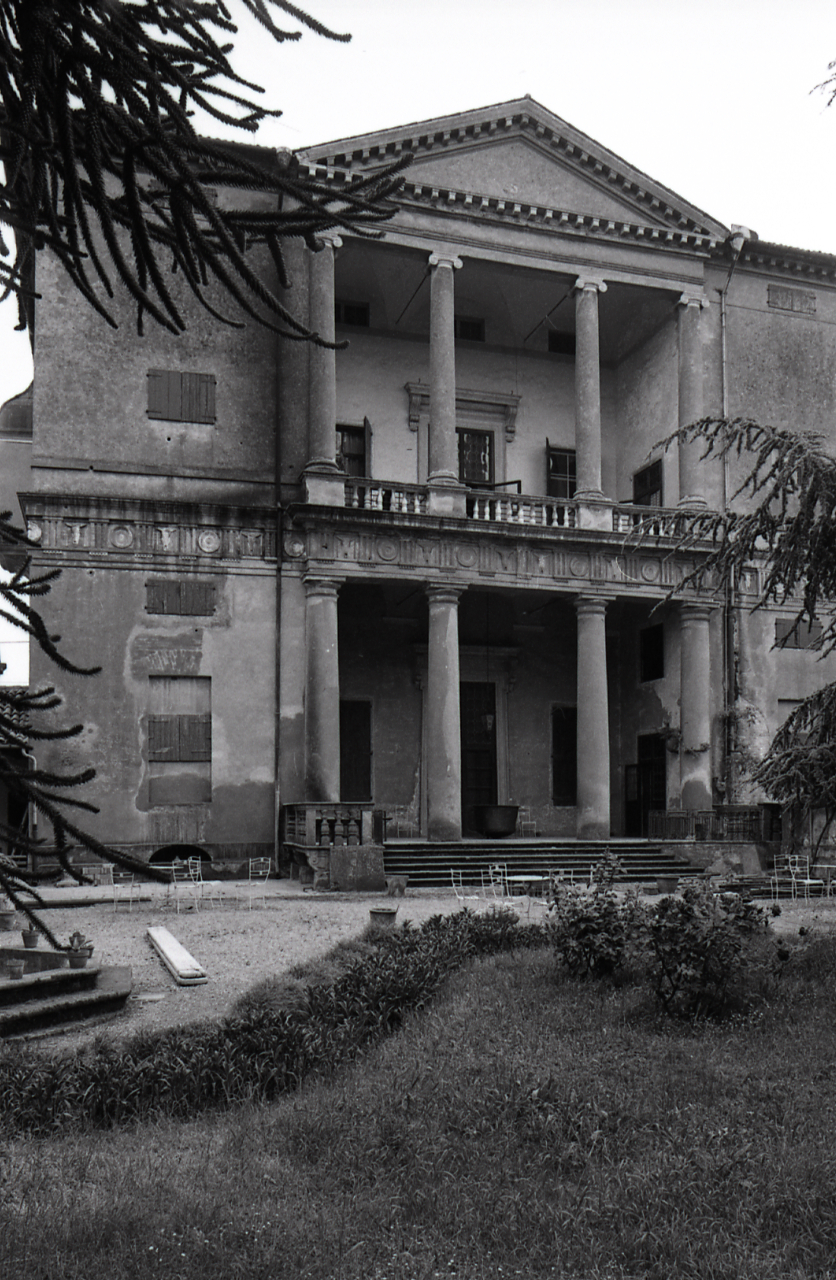
La façade arrière, vers le jardin. Photo par Paolo Monti, 1979.

## Sources
- (it) Cet article est partiellement ou en totalité issu de l’article de Wikipédia en italien intitulé « Villa Pisani (Montagnana) » (voir la liste des auteurs).